# Supercopa de España de balonmano
La Supercopa de España de balonmano es una competición española de balonmano entre clubes, organizada desde la temporada 1985-1986 por la Asobal (Asociación de Clubes Españoles de Balonmano), y que enfrenta al campeón de la Liga Asobal con el campeón de la Copa del Rey de balonmano. La Supercopa se disputa a un solo partido en campo neutral, y cada año en una sede diferente. El trofeo consiste en un lingote de bronce la primera vez que se gana la supercopa, uno de plata para la segunda y uno de oro la tercera. Cuando un club gana el lingote de oro vuelve a empezar el ciclo. El F. C. Barcelona (7) y el Portland San Antonio (1) son los únicos equipos con lingote de oro.
Es una de las cuatro grandes competiciones del balonmano español, junto a la Liga Asobal, la Copa del Rey de balonmano y la Copa Asobal.
El F. C. Barcelona es, con 24 títulos, el club que más veces ha ganado la competición.
La final del 4 de septiembre de 2011 que enfrentó al Atlético de Madrid y al F. C. Barcelona se resolvió con un resultado favorable a los madrileños de 33 a 26. Esta final se disputó en el Palacio de Vistalegre ante 11 963 espectadores, siendo un nuevo récord de asistencia a un partido de clubes de balonmano en España.
En la temporada 2022-2023 deja de disputarse por la organización entre la federación española y la federación lusa de la Supercopa Ibérica.

## Historial
| Ed.           | Temporada | Campeón                                      | Res.                                         | Subcampeón                                   | Sede                                         | Nota(s)                                      | Máximo Goleador                              | MVP                                          | Mejor Portero                                |
| ------------- | --------- | -------------------------------------------- | -------------------------------------------- | -------------------------------------------- | -------------------------------------------- | -------------------------------------------- | -------------------------------------------- | -------------------------------------------- | -------------------------------------------- |
| I             | 1985-86   | Atlético de Madrid                           | 27-22                                        | FC Barcelona                                 | Alicante                                     |                                              |                                              |                                              |                                              |
| II            | 1986-87   | FC Barcelona                                 | 19-18                                        | Tecnisan                                     | Burriana (Castellón)                         | [ 2 ]                                        |                                              |                                              |                                              |
| III           | 1987-88   | Atlético de Madrid                           | 22-20                                        | Elgorriaga Bidasoa                           | Ibiza (Baleares)                             |                                              |                                              |                                              |                                              |
| IV            | 1988-89   | FC Barcelona                                 | 29-21                                        | Elgorriaga Bidasoa                           | Alcañiz (Teruel)                             |                                              |                                              |                                              |                                              |
| V             | 1989-90   | FC Barcelona                                 | 30-22                                        | CD Cajamadrid                                | Éibar (Guipúzcoa)                            | Obtuvo el lingote de Oro                     |                                              |                                              |                                              |
| VI            | 1990-91   | FC Barcelona                                 | 22-18                                        | Teka Santander                               | Zaragoza                                     |                                              |                                              |                                              |                                              |
| VII           | 1991-92   | FC Barcelona                                 | 29-21                                        | CB Avidesa                                   | San Sebastián (Guipúzcoa)                    |                                              |                                              |                                              |                                              |
| VIII          | 1992-93   | Teka Santander                               | 28-19                                        | CB Avidesa                                   | Torrelavega (Cantabria)                      |                                              |                                              |                                              |                                              |
| IX            | 1993-94   | FC Barcelona                                 | 30-22                                        | Elgorriaga Bidasoa                           | Zaragoza                                     | Obtuvo el lingote de Oro                     |                                              |                                              |                                              |
| X             | 1994-95   | Teka Santander                               | 29-28                                        | FC Barcelona                                 | Granada                                      |                                              |                                              |                                              |                                              |
| XI            | 1995-96   | Elgorriaga Bidasoa                           | 29-28                                        | Caja Cantabria                               | Santander (Cantabria)                        |                                              |                                              |                                              |                                              |
| XII           | 1996-97   | FC Barcelona                                 | 25-15                                        | Elgorriaga Bidasoa                           | Palencia                                     |                                              |                                              |                                              |                                              |
| XIII          | 1997-98   | FC Barcelona                                 | 30-28                                        | Caja Cantabria                               | Moguer (Huelva)                              |                                              |                                              |                                              |                                              |
| No se disputó |           |                                              |                                              |                                              |                                              |                                              |                                              |                                              |                                              |
| XIV           | 1999-00   | FC Barcelona                                 | 27-23                                        | Portland San Antonio                         | Pilar de la Horadada (Alicante)              | Obtuvo el lingote de Oro                     |                                              |                                              |                                              |
| XV            | 2000-01   | FC Barcelona                                 | 34-32                                        | BM Valladolid                                | Ibiza (Baleares)                             |                                              |                                              |                                              |                                              |
| XVI           | 2001-02   | Portland San Antonio                         | 26-24                                        | Ademar León                                  | Tudela (Navarra)                             |                                              | Morten Krampau (8)                           | Ambros Martín                                |                                              |
| XVII          | 2002-03   | Portland San Antonio                         | 33-27                                        | Ademar León                                  | León                                         |                                              | Mateo Garralda (9)                           |                                              |                                              |
| XVIII         | 2003-04   | FC Barcelona                                 | 26-25                                        | BM Ciudad Real                               | Éibar (Guipúzcoa)                            |                                              | Olafur Stefansson (12)                       |                                              |                                              |
| XIX           | 2004-05   | BM Ciudad Real                               | 32-29                                        | FC Barcelona                                 | Lérida                                       |                                              | Rolando Uríos (7)                            |                                              |                                              |
| XX            | 2005-06   | Portland San Antonio                         | 29-27                                        | BM Valladolid                                | Málaga                                       | Obtuvo el lingote de Oro                     | Ricardo Andorinho (8)                        |                                              |                                              |
| XXI           | 2006-07   | FC Barcelona                                 | 36-33                                        | BM Valladolid                                | Pontevedra                                   |                                              | Iker Romero (12)                             | Iker Romero                                  | David Barrufet                               |
| XXII          | 2007-08   | BM Ciudad Real                               | 32-30                                        | FC Barcelona                                 | Salamanca                                    |                                              | Alberto Entrerríos (7)                       |                                              |                                              |
| XXIII         | 2008-09   | FC Barcelona                                 | 26-25                                        | BM Ciudad Real                               | Albacete                                     |                                              | László Nagy (6)                              | László Nagy                                  | Arpad Šterbik                                |
| XXIV          | 2009-10   | FC Barcelona                                 | 33-26                                        | BM Ciudad Real                               | Guadalajara                                  | Obtuvo el lingote de Oro                     | Cristian Ugalde (7)                          | Siarhei Rutenka                              | Danijel Šarić                                |
| XXV           | 2010-11   | BM Ciudad Real                               | 29-28                                        | FC Barcelona Borges                          | Córdoba                                      |                                              | Siarhei Rutenka (9)                          | Siarhei Rutenka                              | Danijel Šarić                                |
| XXVI          | 2011-12   | BM Atlético de Madrid                        | 33-26                                        | FC Barcelona                                 | Madrid                                       |                                              | Julen Aginagalde (6)                         | Julen Aginagalde                             | Arpad Šterbik                                |
| XXVII         | 2012-13   | FC Barcelona                                 | 34-31                                        | BM Atlético de Madrid                        | Madrid                                       |                                              | Siarhei Rutenka (12)                         | Siarhei Rutenka                              | Danijel Šarić                                |
| XXVIII        | 2013-14   | FC Barcelona                                 | 40-31                                        | Naturhouse La Rioja                          | Valladolid                                   |                                              | Kiril Lazarov (7)                            | Nikola Karabatić                             | Danijel Šarić                                |
| XXIX          | 2014-15   | FC Barcelona                                 | 32-28                                        | BM Granollers                                | Tarragona                                    | Obtuvo el lingote de Oro                     | Guðjón Valur Sigurðsson (8)                  | Álvaro Ruiz                                  | Gonzalo Pérez de Vargas                      |
| XXX           | 2015-16   | FC Barcelona                                 | 26-23                                        | BM Granollers                                | Zaragoza                                     |                                              | Kiril Lazarov (8)                            | Kiril Lazarov                                | César Almeida                                |
| XXXI          | 2016-17   | FC Barcelona                                 | 38-30                                        | Helvetia Anaitasuna                          | Pamplona                                     |                                              | Mikel Aguirrezabalaga (6)                    | Oswaldo Guimaraes                            | Borko Ristovski                              |
| XXXII         | 2017-18   | FC Barcelona                                 | 31-25                                        | BM Logroño La Rioja                          | Ciudad Real                                  | Obtuvo el lingote de Oro                     | Timothey N'Guessan (7)                       | Raúl Entrerríos                              | Gonzalo Pérez de Vargas                      |
| XXXIII        | 2018-19   | FC Barcelona                                 | 35-27                                        | BM Logroño La Rioja                          | Logroño                                      |                                              | Imanol Garciandia (7)                        | Imanol Garciandia                            | Sergey Hernández                             |
| XXXIV         | 2019-20   | FC Barcelona                                 | 33-22                                        | Liberbank Cuenca                             | Cuenca                                       |                                              | Lucas Moscariello (6)                        | Sergio López                                 | Gonzalo Pérez de Vargas                      |
| XXXV          | 2020-21   | FC Barcelona                                 | 38-18                                        | CB Benidorm                                  | Benidorm                                     | Obtuvo el lingote de Oro                     | Domen Makuc (7)                              | Domen Makuc                                  | -                                            |
| XXXVI         | 2021-22   | FC Barcelona                                 | 30-27                                        | Ademar León                                  | Torrelavega                                  |                                              | Gonzalo Pérez Arce                           | Ángel Fernández Pérez                        |                                              |
| XXXVII        | 2022-2023 | No se celebra. Se crea la Supercopa Ibérica. | No se celebra. Se crea la Supercopa Ibérica. | No se celebra. Se crea la Supercopa Ibérica. | No se celebra. Se crea la Supercopa Ibérica. | No se celebra. Se crea la Supercopa Ibérica. | No se celebra. Se crea la Supercopa Ibérica. | No se celebra. Se crea la Supercopa Ibérica. | No se celebra. Se crea la Supercopa Ibérica. |

### Palmarés
| Club                  | Títulos | Subcampeonatos |
| --------------------- | ------- | -------------- |
| FC Barcelona          | 24      | 6              |
| BM Ciudad Real        | 3       | 3              |
| AMAYA San Antonio     | 3       | 1              |
| Teka Cantabria        | 2       | 3              |
| Atlético de Madrid    | 2       | 0              |
| Elgorriaga Bidasoa    | 1       | 4              |
| BM Atlético de Madrid | 1       | 1              |
| BM Valladolid         | 0       | 3              |
| Ademar León           | 0       | 3              |
| CB Avidesa            | 0       | 2              |
| BM Granollers         | 0       | 2              |
| BM Logroño La Rioja   | 0       | 3              |
| CD Cajamadrid         | 0       | 1              |
| Tecnisan              | 0       | 1              |
| Helvetia Anaitasuna   | 0       | 1              |
| Liberbank Cuenca      | 0       | 1              |
| CB Benidorm           | 0       | 1              |

## Ciudades sede
- 3 veces: Zaragoza
- 2 veces: Ibiza (Baleares), Éibar (Guipúzcoa), Torrelavega (Cantabria) y Madrid.
- 1 vez: Alicante, Burriana (Castellón), Alcañiz (Teruel), San Sebastián (Guipúzcoa), Granada, Santander (Cantabria), Palencia, Moguer (Huelva), Pilar de la Horadada (Alicante), Tudela (Navarra), León, Lérida, Málaga, Pontevedra, Salamanca, Albacete, Guadalajara, Córdoba, Logroño, Tarragona, Pamplona, Valladolid, Ciudad Real, Cuenca y Benidorm.